# 貫井南遺跡
貫井南遺跡（ぬくいみなみいせき）は、東京都小金井市貫井南町二丁目にある後期旧石器時代から縄文時代にかけての複合遺跡である。

## 遺跡の概要
後期旧石器時代～縄文時代の集落遺跡である。これまで7次にわたる発掘調査が行なわれている。縄文時代の遺構覆土や遺物包含層から石器を検出しているが、後期旧石器時代にあたる立川ローム層の発掘は行なわれていない。縄文時代は中期の竪穴建物跡24棟、土坑170基以上が検出されており、大規模な集落跡であったと考えられる。
武蔵野台地の南端、国分寺崖線の南側、立川面に立地し、野川が崖線から離れて南側に大きく蛇行する部分の右岸に位置する。野川との比高は約2メートルで、下弁天（元弁天）池と呼ばれる湧水池に隣接する。立川ローム層はⅪ層まで確認され、以下シルト・砂層～礫層に移行し、立川1面に相当する。標高は53～54メートルで、隣接する武蔵野面上の遺跡との比高は15～18メートルを測る。
近隣には、同じ野川右岸、立川面上の遺跡として西側に荒牧遺跡、東側に前原遺跡、北側の国分寺崖線上の武蔵野面にはけうえ遺跡があり、野川流域遺跡群を構成する。

## 調査の歴史
昭和初期には遺跡の所在が知られていたようである。その後1971年（昭和46年）に、東京学芸大学考古学研究会による分布調査により周知の遺跡となった。1972年（昭和47年）に都道府中・清瀬線（新小金井街道）建設に伴い遺跡西側を南北に縦貫するかたちで発掘調査が行なわれ、縄文時代中期の竪穴建物跡17棟、土坑12基などが検出された（第1次調査）。1979年（昭和54年）には、第1次調査区の東側、野川低地に面した箇所で発掘調査が行なわれ、竪穴建物跡1棟、土坑1基、集石2基などが検出された（第2次調査）。1982年（昭和57年）には、第1次調査区の東に隣接した遺跡範囲の南寄りの箇所で店舗建設に伴う発掘調査が行なわれ、竪穴建物跡6棟、土壙墓を含む土坑約170基、集石土坑6基などが検出された（第3次調査）。遺跡範囲南側の集落の中心部にあたると考えられる。続いて、第1次調査区と第2次調査区の間で行なわれた第4次・第5次調査では、遺構等は検出されなかった。2006年（平成18年）には、第3次調査区の東側で発掘調査が行なわれ、竪穴建物2棟が検出された（第6次調査区）。また遺跡範囲の東端付近で第7次調査も行なわれている。

## 主な遺構
- 竪穴建物跡
- 土壙墓（土坑墓）
- 土坑

## 主な出土品
- ナイフ形石器
- 石槍（槍先形尖頭器）
- 石鏃
- 打製石斧
- 磨製石斧
- 土器片錘
- 土製円盤
- 栓状耳飾り（耳栓）
- 玦状耳飾り
- ヘラ上垂飾
- 縄文土器 - 勝坂式、阿玉台式、加曾利E式、堀之内式

## 遺跡の変遷

### 後期旧石器時代
縄文時代の遺構覆土・包含層からナイフ形石器1点、石槍5点の計6点の石器が出土している。立川ローム層の発掘調査は行なわれていない。

### 縄文時代

#### 中期
勝坂1式期～加曾利E3式期の竪穴建物跡が検出されている。既往調査区全体で見ると、北側（第1次調査区北・第2次・第5次調査区）と南側（第1次調査区南・第3次・第6次調査区）に分布が二分される傾向が認められる。
- 勝坂式期：勝坂1式期には北側で集石土坑、南側で竪穴建物跡、土坑が検出されている。勝坂2～3式期の竪穴建物跡も遺跡範囲の南側に分布しており、第3次調査区の多量の土坑を含めて集落の中心部の位置と範囲が推測される。
- 加曾利E式期：加曾利1式期には少数の竪穴建物跡が南側に分布する一方、北側にも再び竪穴建物跡が検出されている。続く加曾利E2式期には北側にのみ竪穴建物跡が分布する。

#### 後期
- 堀之内式期：南側で半完形の堀之内2式土器が出土しているが、遺構は検出されていない。

## 出土資料
出土資料の一部（縄文時代の土器、石器など）は、小金井市文化財センターに展示されている。
土壙墓から出土した耳栓等、貫井南遺跡出土縄文時代中期装身具（ぬくいみなみいせきしゅつどじょうもんじだいちゅうきそうしんぐ）6点は、2011年（平成23年）4月25日に、小金井市指定有形文化財（美術工芸品）に指定されている。

### 発掘調査報告書
- 東京都建設局『貫井南』1974年3月（原著1974年3月）。 NCID BA47198040。
- 小金井市貫井南遺跡調査会『貫井南遺跡』1980年5月（原著1980年5月）。 NCID BA84633477。